# Chymomyza amoena
Chymomyza amoena ist eine Art aus der Familie der Taufliegen (Drosophilidae).

## Merkmale
Die Fliegen messen vom Kopf bis zur Flügelspitze 4 mm. Der Kopf ist orange-farben, die Augen sind hellrot, der Halsschild und das Scutellum sind hellbraun gefärbt. Die Hinterleibsoberseite ist dunkel gefärbt. Die Beine sind hellgelb. Über die transparenten Flügel verlaufen zwei dunkle Bänder.

## Vorkommen
Die Art ist in der Nearktis heimisch. Ihr Verbreitungsgebiet reicht dort von der Ostküste Nordamerikas bis nach Minnesota, Utah, Arizona und Mexiko. Seit Mitte der 1970er Jahre kommt die Art auch in Europa vor. 1976 gelang der erste Nachweis in der Tschechoslowakei. Es wird vermutet, dass die Insekten mit importierten Äpfeln nach Europa gelangten. Mittlerweile sind die Fliegen in Mitteleuropa (Deutschland, Polen, Frankreich, Ungarn), in Italien und in Westrussland verbreitet. Die nördliche Verbreitungsgrenze in Europa verläuft durch die Niederlande und durch Norddeutschland. In Japan ist die Art möglicherweise ebenfalls eingeschleppt worden.

## Lebensweise
Die Fliegen legen ihre Eier sowohl an unreifem wie auch am Boden liegenden von anderen Insekten parasitiertem Obst wie Äpfeln, Birnen, Pflaumen oder Kirschen ab. In Waldgebieten nutzen die Fliegen auch Nussfrüchte wie Eicheln, Kastanien oder Haselnüsse zur Eiablage. Die Larven entwickeln sich in den Früchten. Es wurde festgestellt, dass die Art als Larven in am Boden liegenden Äpfeln überwintert.

## Taxonomie
In der Literatur findet man folgende Synonyme:
- Drosophila amoena Loew, 1862